# Differentielle Entropie
Die differentielle Entropie ist ein Begriff aus der Informationstheorie und stellt ein Maß für die Entropie einer kontinuierlichen Zufallsvariable dar, ähnlich der Shannon-Entropie für diskrete Zufallsvariablen.
Genaugenommen ist sie eine Kennzahl einer Wahrscheinlichkeitsverteilung. Sie kann zum Vergleich zweier kontinuierlicher Zufallsvariablen herangezogen werden, besitzt jedoch nicht die gleiche Aussage wie die Shannon-Entropie. Einen Versuch die differentielle Entropie anzupassen, um ähnliche Eigenschaften wie die der Shannon-Entropie zu erhalten, ist die "limiting density of discrete points" von Edwin Thompson Jaynes.

## Definition
Eine kontinuierliche Zufallsvariable {\displaystyle X} kann unendlich viele Werte annehmen, d. h. könnte man ihre Werte exakt ermitteln, wäre die Wahrscheinlichkeit {\displaystyle P(\cdot )} für einen bestimmten Wert {\displaystyle x_{0}} gleich Null:
{\displaystyle P(X=x_{0})=\lim _{\varepsilon \to 0}\varepsilon f_{X}(x_{0})=0}
Und somit der Informationsgehalt eines jeden Werts unendlich:
{\displaystyle \lim _{p_{x}\to 0}I(p_{x})=-\lim _{p_{x}\to 0}\log _{2}(p_{x})=\infty }
Sei {\displaystyle X} eine kontinuierliche Zufallsvariable mit der Wahrscheinlichkeitsdichtefunktion {\displaystyle f_{X}}, dann ist ihre differentielle Entropie definiert als
{\displaystyle h(X)=-\int _{-\infty }^{+\infty }f_{X}(x)\log f_{X}(x)\,{\text{d}}x=E[-\log f_{X}(x)]}
Im Gegensatz zur Shannon-Entropie kann die differentielle Entropie auch negativ sein.
Da die differentielle Entropie nicht skalierungsinvariant ist (s. u.), empfiehlt es sich, die Zufallsvariable geeignet zu normieren, sodass sie dimensionslos ist.

## Eigenschaften
- Die differentielle Entropie ist verschiebungsinvariant, d. h. {\displaystyle h(X+c)=h(X)} für konstante {\displaystyle c}. Es ist somit hinreichend, mittelwertfreie Zufallsvariablen zu betrachten.
- Für die Skalierung gilt: {\displaystyle h(A{\textbf {X}})=h({\textbf {X}})+\log _{2}(|A|)} mit dem Zufallsvektor {\displaystyle {\textbf {X}}\in \mathbb {R} ^{n}} und dem Betrag der Determinante {\displaystyle |A|}.

## Differentielle Entropie für verschiedene Verteilungen
Für eine gegebene Varianz {\displaystyle \sigma _{x}^{2}} besitzt die Gauß-Verteilung die maximale differentielle Entropie, d. h. ihre „Zufälligkeit“ oder ihr Überraschungswert ist – verglichen mit allen anderen Verteilungen – am größten. Sie wird deshalb auch zur Modellierung von Störungen beim Kanalmodell verwendet, da sie ein Worst-Case-Modell für Störungen darstellt (siehe auch additives weißes gaußsches Rauschen).
Für einen endlichen Wertebereich, d. h. ein gegebenes Betragsmaximum besitzt eine gleichverteilte Zufallsvariable die maximale differentielle Entropie.
| Verteilung                      | Wahrscheinlichkeitsdichtefunktion | Differentielle Entropie (in Bit)                               | Träger                             |
| ------------------------------- | --- | -------------------------------------------------------------- | ---------------------------------- |
| Gleichverteilung                | {\displaystyle f(x)={\frac {1}{2a}}} | {\displaystyle \log _{2}(2a)}                                  | {\displaystyle [-a,+a]}            |
| Normalverteilung                | {\displaystyle f(x)={\frac {1}{\sqrt {2\pi \sigma ^{2}}}}\exp \left(-{\frac {(x-\mu )^{2}}{2\sigma ^{2}}}\right)}                         | {\displaystyle {\frac {1}{2}}\log _{2}(2\pi e\sigma _{x}^{2})} | {\displaystyle (-\infty ,\infty )} |
| Laplace-Verteilung              | {\displaystyle f(x)={\frac {1}{{\sqrt {2}}\sigma _{x}}}\exp \left(-{\frac {{\sqrt {2}}\|x-\mu \|}{\sigma _{x}}}\right)}                   | {\displaystyle {\frac {1}{2}}\log _{2}(2e^{2}\sigma _{x}^{2})} | {\displaystyle (-\infty ,\infty )} |
| Symmetrische Dreiecksverteilung | {\displaystyle f(x)={\begin{cases}{\frac {1}{a}}\left(1-{\frac {\|x\|}{a}}\right)&\forall \;\|x\|\leq a\\0&\forall \;\|x\|>a\end{cases}}} | {\displaystyle {\frac {1}{2}}\log _{2}(6e\sigma _{x}^{2})}     | {\displaystyle [0,1]}              |